# Mammillaria duwei
Mammillaria duwei là một loài thực vật có hoa trong họ Cactaceae. Loài này được Rogoz. & Appenz. mô tả khoa học đầu tiên năm 1985.

## Hình ảnh

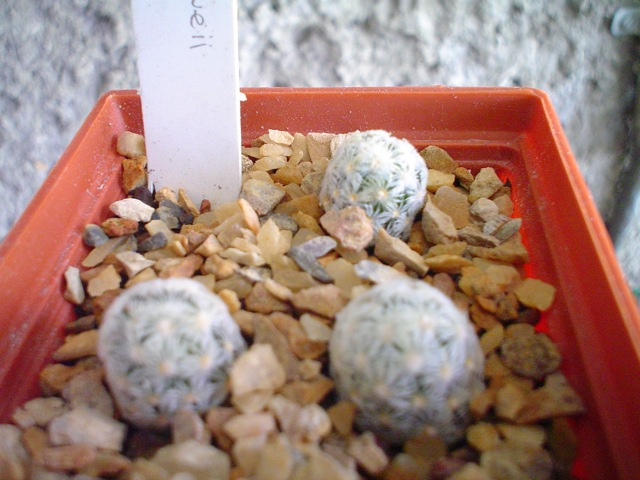
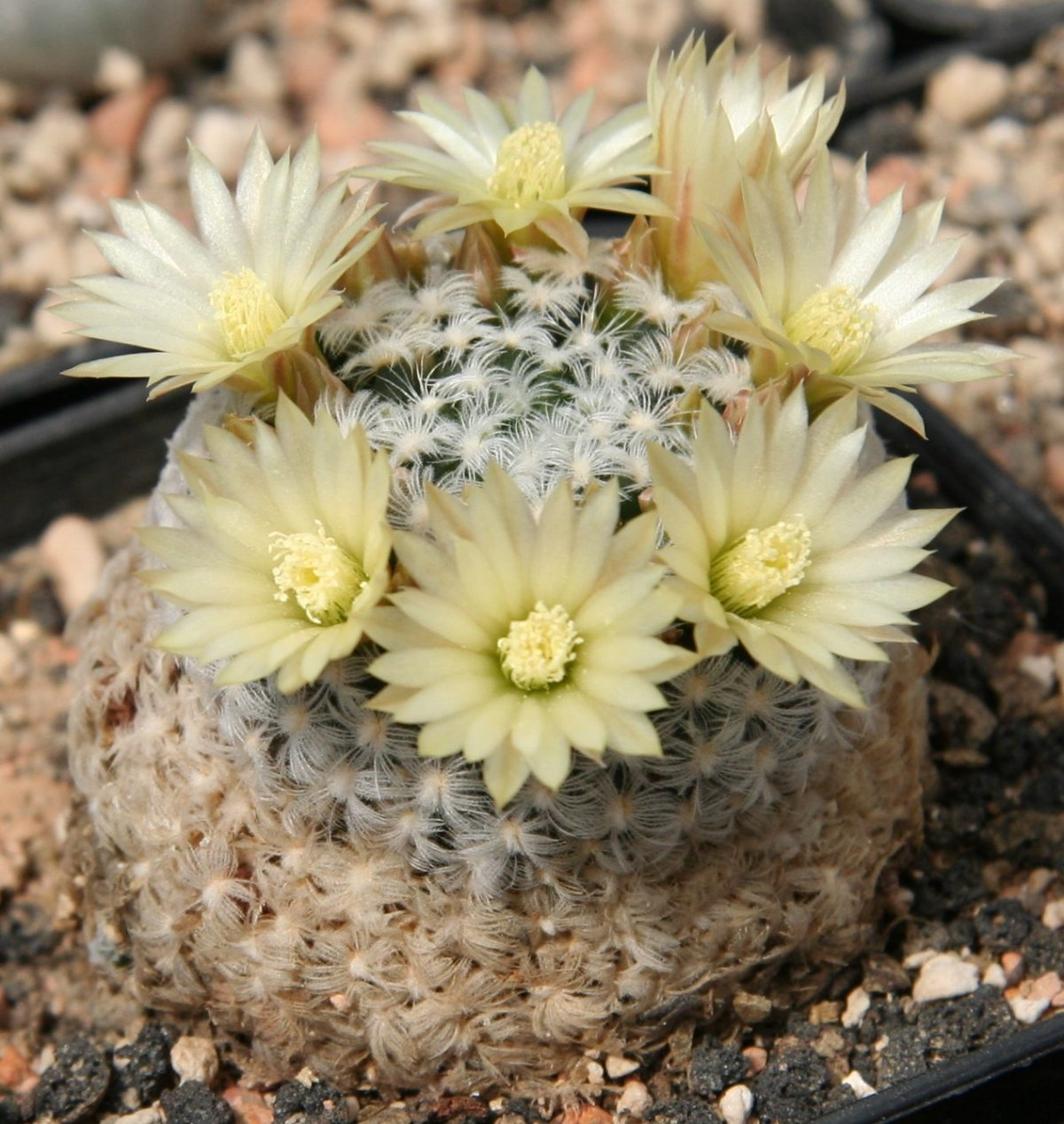
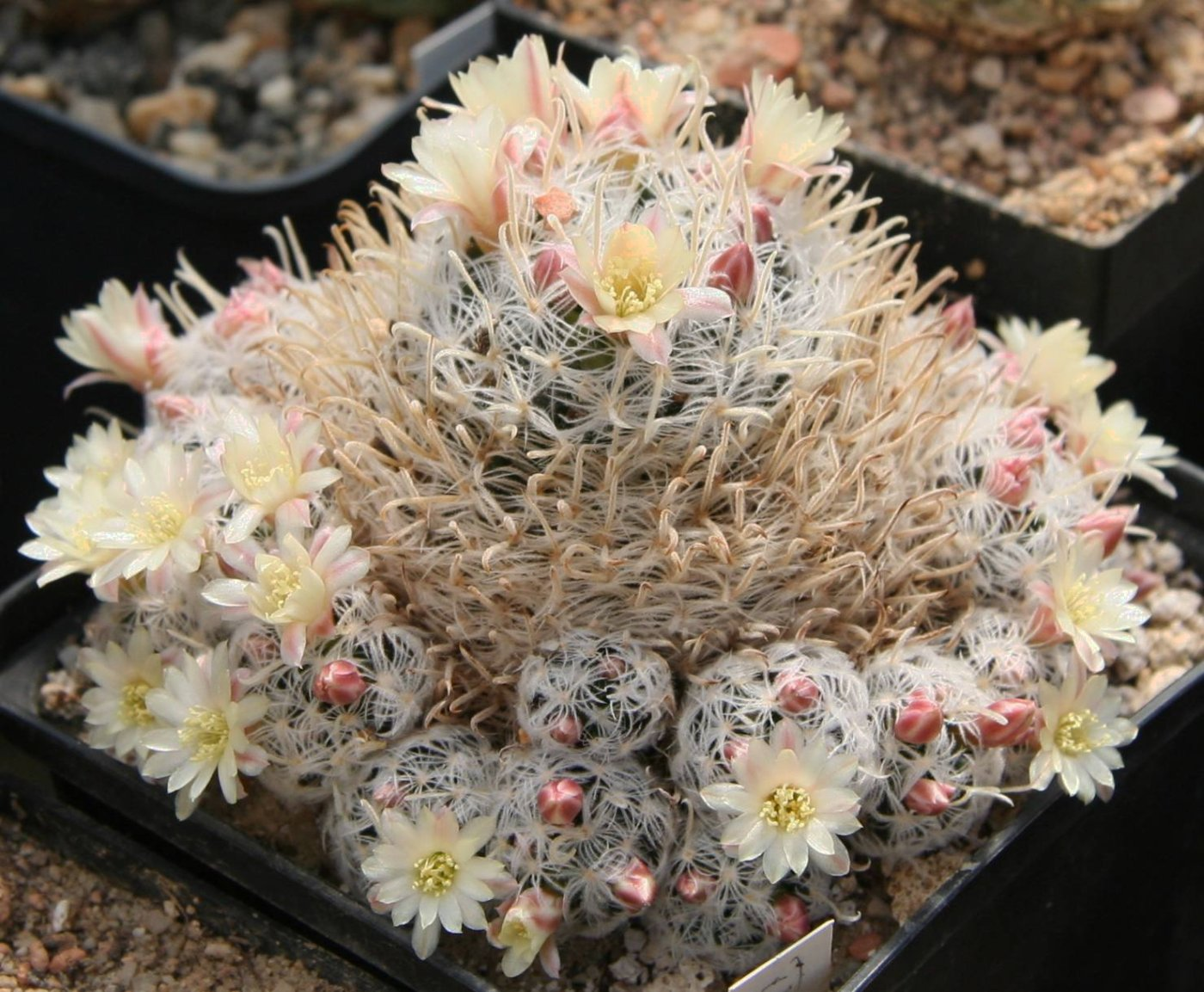
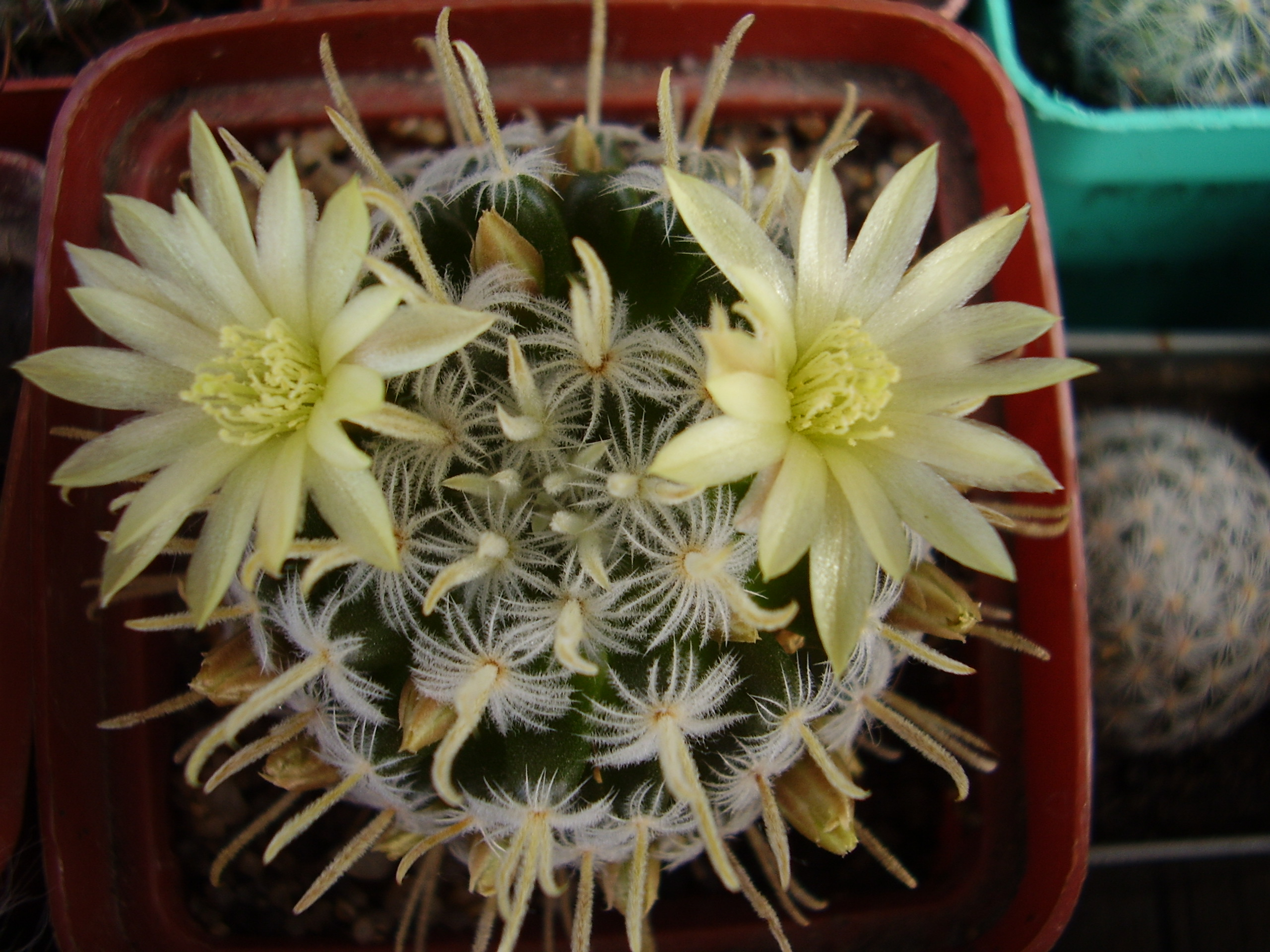
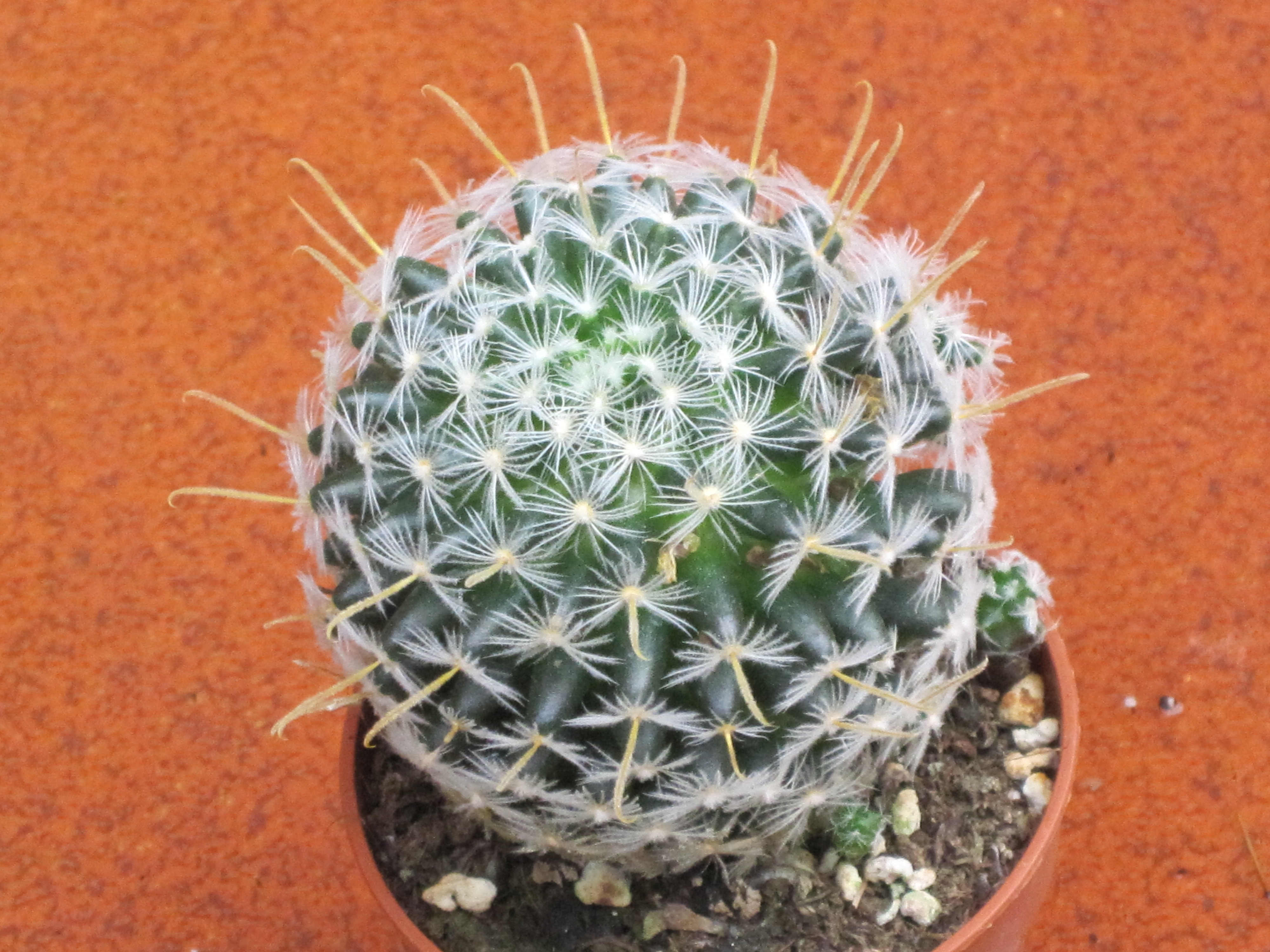